# Il cuore degli uomini
Il cuore degli uomini (Le coeur des hommes) è un film del 2003 diretto da Marc Esposito.

## Trama
Quattro amici quasi cinquantenni con i loro problemi sentimentali e lavorativi si ritrovano spesso nei weekend o in settimana con le rispettive mogli e fidanzate. Alterchi e incomprensioni non riescono comunque a scalfire la loro consolidata amicizia.